# Амару
Амару (кечуа Amaru «змея») — чудовищный змей из перуанской мифологии, ассоциирующийся с радугой, водой и градом; посредник между Верхним (Ханак Пача), Средним (Кай Пача) и Нижним (Уку Пача) мирами, покровитель шаманских путешествий.
В селении Сакрамарка (департамент Уанкавелика) записано, что в начале из вод поднялся Амару; он сын Радуги (Чирапа), у него оленьи рога на голове, крылья летучей мыши, короткие и толстые ноги. Он пожирал людей. Ветер и Гром убили его. После его смерти озеро залило равнину. Некоторые говорят, что Амару в облике смерча поднимается к небу.
По преданиям провинций Хауха (исп.) и Мантаро земля была покрыта водой, в которой обитал змей Амару. Радуга породила второго Амару, и они стали сражаться между собой. Бог Тиксе уничтожил обоих молниями, они превратились в скалы. После этого из источника Уари-пукио вышла первая пара людей, Мама и Тайта: до этого они были под землей из страха перед Амару.
В Мисминай (провинция Урубамба, департамент Куско) говорят, что радуги — двуглавые змеи Амару; они воры, забираются в женщин, вызывая боль в животе; среди них есть самцы и самки.
В преданиях вакуэнаи Амару — одна из тёток Инапиррикули.